# Mičio Jasuda
Mičio Jasuda (* 10. listopad 1949) je bývalý japonský fotbalista.

## Klubová kariéra
Hrával za Nippon Steel.

## Reprezentační kariéra
Mičio Jasuda odehrál za japonský národní tým v roce 1979 celkem 1 reprezentační utkání.

## Statistiky
| Japonsko | Japonsko | Japonsko |
| Roky     | Záp.     | Góly     |
| -------- | -------- | -------- |
| 1979     | 1        | 0        |
| Celkem   | 1        | 0        |